# گتورف
گتورف (به آلمانی: Gettorf) یک شهر در آلمان است که در رندسبورگ-اکرنفورده واقع شده‌است. گتورف ۶٬۷۰۲ نفر جمعیت دارد.

## خواهرخوانده
شهر مارلو، آلمان خواهرخواندهٔ گتورف هست.